# Саватие Милошевич
Саватие Миличевич Милошевич (на сръбски: Саватије Милићевић Милошевић или Savatije Milićević Milošević) е сръбски политик, дипломат и войвода на чета на сръбската въоръжена пропаганда в Македония.

## Биография
Роден е в село Павлица, Рашка. След убийството на околийски началник Павле Яснич, на 25 години бяга в Косово, което тогава е в Османската империя и намира подслон при албанските първенци Хаджи Молла Зека и Иса Болетини. По-късно бяга в Черна гора, където се сближава със сръбската емиграция - Ранко Тасич, а по-късно Милан Джурич.
Участва в подготовката на Майския преврат в 1903 година, но не и в самото кралеубийство. След преврата е амнистиран и назначен на работа в сръбското консулство в Битоля под името Сава Миличевич. Като дипломат активно подкрепя сръбското четническо движение, организира комитети и формира чети. В 1905 година става войвода на сръбска въоръжена чета в Македония. Участва в сражението при Челопек.
В 1905 година заедно с войводата Лазар Куюнджич се установява във Велика Хоча с четата си, където е предаден от албанеца Ланя Укин. На Спасовден 25 май къщата, в която се намират сръбските четници, е обградена и запалена от турски аскер, а Лазар Куюнджич, Саватие Милошевич, Живоин Милованович, Кръста Конюшки от Конюх, Таса Миленкович от Драйковце и Станиша Шелич от Готовуша са убити.
Смъртта на Куюнджич и Милошевич вдъхновява Милан Ракич да напише стихотворението „На Газиместан“ (На Газиместану). Улици в Белград и Рашка носят неговото име.